# 滨海托萨
滨海托萨（西班牙語：Tosa de Mar）是西班牙加泰罗尼亚赫罗纳省塞尔瓦县的一个市镇。总面积38平方公里，总人口4366人（2001年），人口密度115人/平方公里。
该地传统产业为种植业、渔业。近年旅游业也逐渐兴起。